# جان پروت
جان پَروت (انگلیسی: John Parrott؛ زادهٔ ۱۱ مهٔ ۱۹۶۴) اسنوکرباز حرفه‌ای بازنشسته و مفسر ورزشی تلویزیونی اهل انگلستان است. او در مسابقات ۱۹۸۹ اسنوکر قهرمانی جهان با قبول سنگین‌ترین شکست تاریخ مسابقات جهانی در برابر استیو دیویس با نتیجهٔ ۱۸–۳، نایب‌قهرمان شد اما دو سال بعد با شکست دادن جیمی وایت به قهرمانی اسنوکر جهان دست یافت.